# Goring-on-Thames
Goring-on-Thames (o Goring) è un villaggio e una parrocchia civile sul fiume Tamigi, nel South Oxfordshire, a circa 9 km a sud di Wallingford e a circa 13 a nordovest di Reading. Ha una stazione ferroviaria nel centro della città sulla linea principale che collega Oxford a Londra.
Come parrocchia civile, gran parte del territorio è legato all'agricoltura ed alla silvicoltura. La zona che si affaccia sul Tamigi, compresa la via principale, è occupata da abitazioni, edifici pubblici e ristoranti. Vicino alla via principale vi è la chiesa dedicata a san Tommaso Becket, che ha una navata costruita 50 anni dopo la sua morte, all'inizio del XIII secolo, ed a lato un campanile.